# 猛虎伝説95〜阪神タイガース〜
『猛虎伝説95〜阪神タイガース〜』（もうこでんせつ95 はんしんタイガース）はエンジェルからスーパーファミコン用に発売が予定されていた野球ゲームである。

## 概要
他の野球ゲーム同様リーグ戦や勝ち抜き戦があるが、最大の魅力として、従来の12球団の他、創立当時の大阪タイガース（阪神タイガース、以下阪神）、ダイナマイト打線時代の阪神、1985年の日本一達成当時など阪神だけで9チームが選べる、阪神ファン向けのゲームであった。ゲーム画面やBGMも完成し、『ファミリーコンピュータMagazine』1995年2月24日号で紹介されたが、発売中止になった。なお、デイリースポーツも協力していた。